# Brie-sous-Chalais
Brie-sous-Chalais är en kommun i departementet Charente i regionen Nouvelle-Aquitaine i västra Frankrike. Kommunen ligger  i kantonen Chalais som ligger i arrondissementet Angoulême. År 2022 hade Brie-sous-Chalais 158 invånare.

## Befolkningsutveckling
Antalet invånare i kommunen Brie-sous-Chalais
Referens:INSEE